# Mazax
Mazax is een geslacht van spinnen uit de familie van de loopspinnen (Corinnidae). 

## Soorten
- Mazax acanthaspis (Simon, 1896)
- Mazax ajax Reiskind, 1969
- Mazax chickeringi Reiskind, 1969
- Mazax kaspari Cokendolpher, 1978
- Mazax leonidas Silva-Junior, Martínez, Villarreal & Bonaldo, 2024
- Mazax mokana Silva-Junior, Martínez, Villarreal & Bonaldo, 2024
- Mazax pax Reiskind, 1969
- Mazax ramirezi Rubio & Danişman, 2014
- Mazax spinosa (Simon, 1898)
- Mazax tembe Silva-Junior, Martínez, Villarreal & Bonaldo, 2024
- Mazax xerxes Reiskind, 1969